# Allahüekber Dağları
Le Montagne Allahüekber (in lingua turca Allahüekber  Dağları, vale a dire Montagne Allahu akbar), sono una catena montuosa della Turchia nord-orientale, e si trovano sulla linea di divisione fra le province di Erzurum e di Kars.
Nel 1914, allo scoppio della Prima Guerra Mondiale, le Montagne Allahüekber erano sulla linea di confine fra Impero ottomano ed Impero russo e furono il luogo ove trovarono la morte per congelamento migliaia di soldati turchi durante la battaglia di Sarıkamış.